# Pontisches Gebirge
Als Pontisches Gebirge oder Pontische Alpen (türkisch Kaçkar Dağları, auch Pontusgebirge bzw. Nordanatolisches Randgebirge) wird eine Reihe von Gebirgsketten im Norden der Türkei bezeichnet, die sich etwa 1000 km entlang der Schwarzmeerküste von Kleinasien erstrecken. Sie gehören zur erdgeschichtlich relativ jungen alpidischen Gebirgsfaltung, die von den Pyrenäen und Alpen bis zum Himalaya verläuft, und erreichen Gipfelhöhen bis 3932 Meter. Der Name leitet sich vom altgriechischen Namen Pontos für die Landschaft an der Küste des Schwarzen Meeres (Pontos Euxinos) her, der auch auf die römische und später byzantinische Provinz Pontus überging, die bis 1143 existierte.

## Geographie und Landwirtschaft

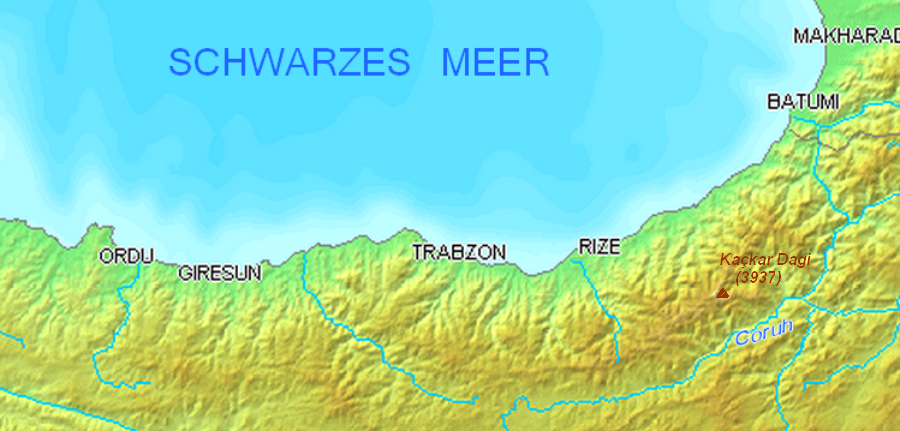
Ostteil des Pontischen Gebirges, Kartenausschnitt ~200×450 km

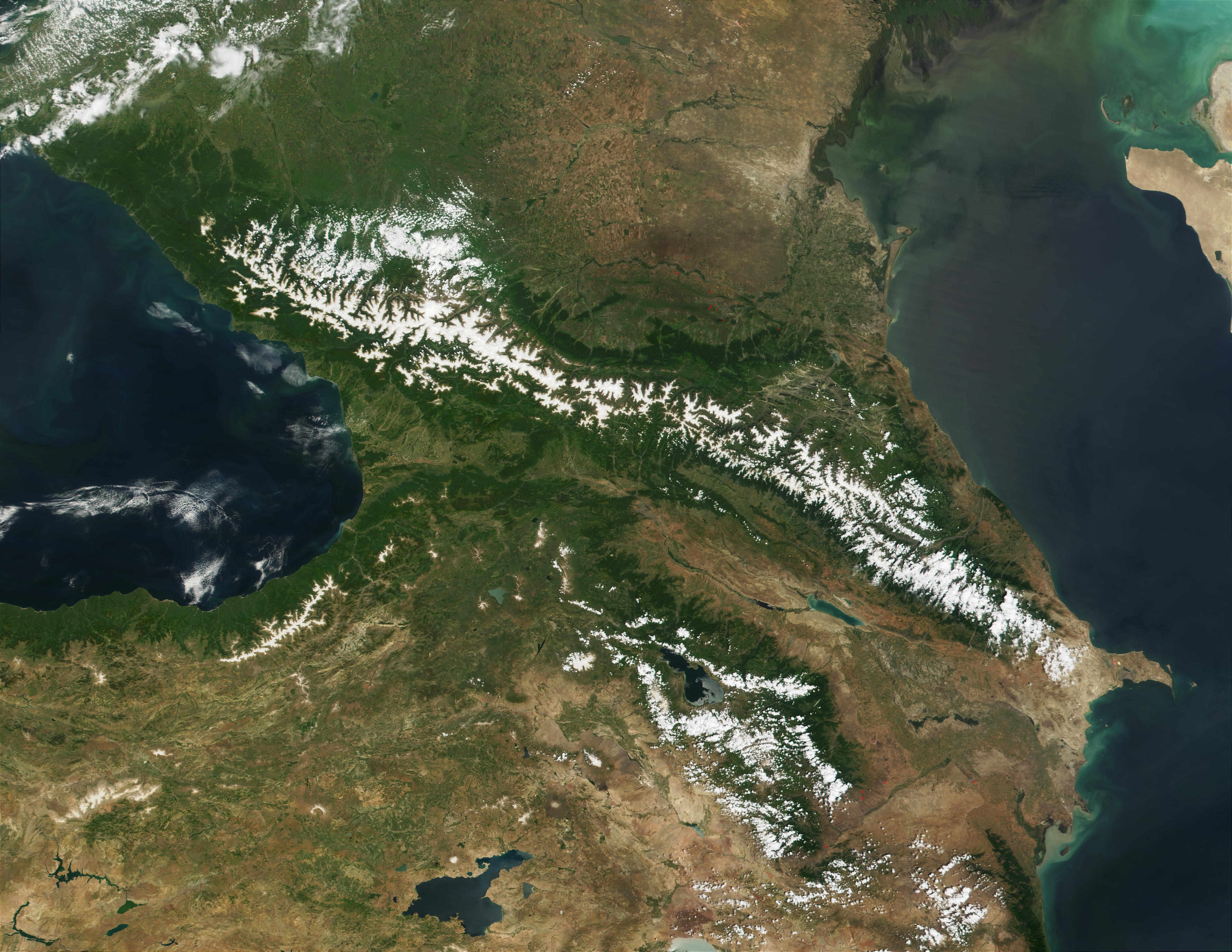
Satellitenfoto der Kaukasusländer. Links das Schwarze Meer und der Ostteil des Pontus-Gebirges (etwas Schnee), darunter sein Übergang zum Bergland von Armenien. Die türkische Grenze verläuft von der Schwarzmeerbucht und östlich vom Vansee zur Mitte des unteren Bildrandes

Das Pontische Gebirge erhebt sich nach einem nur schmalen Küstenstreifen unmittelbar südlich des Schwarzen Meeres. Seine einzelnen Gebirgszüge sind durchschnittlich 300 km lang, verlaufen meist in ost-westlicher Richtung und reichen etwa 100 bis 200 km ins Landesinnere. Im West- und Mittelteil sind die Bergketten niedriger und erreichen erst nördlich von Ankara Höhen bis 2500 m, während im Osten viele Gipfel über 3000 m hoch sind und im Ostpontischen Gebirge (Doğu Karadeniz Dağları) ein markantes Küstengebirge darstellen. Die höchste Erhebung, der Kaçkar Dağı (3932 m) liegt nahe der Grenze zu Georgien. Dort, bei der georgischen Hafenstadt Batumi, läuft das Pontische Gebirge aus, setzt sich aber südwestlich im Ararat und Kleinen Kaukasus fort.

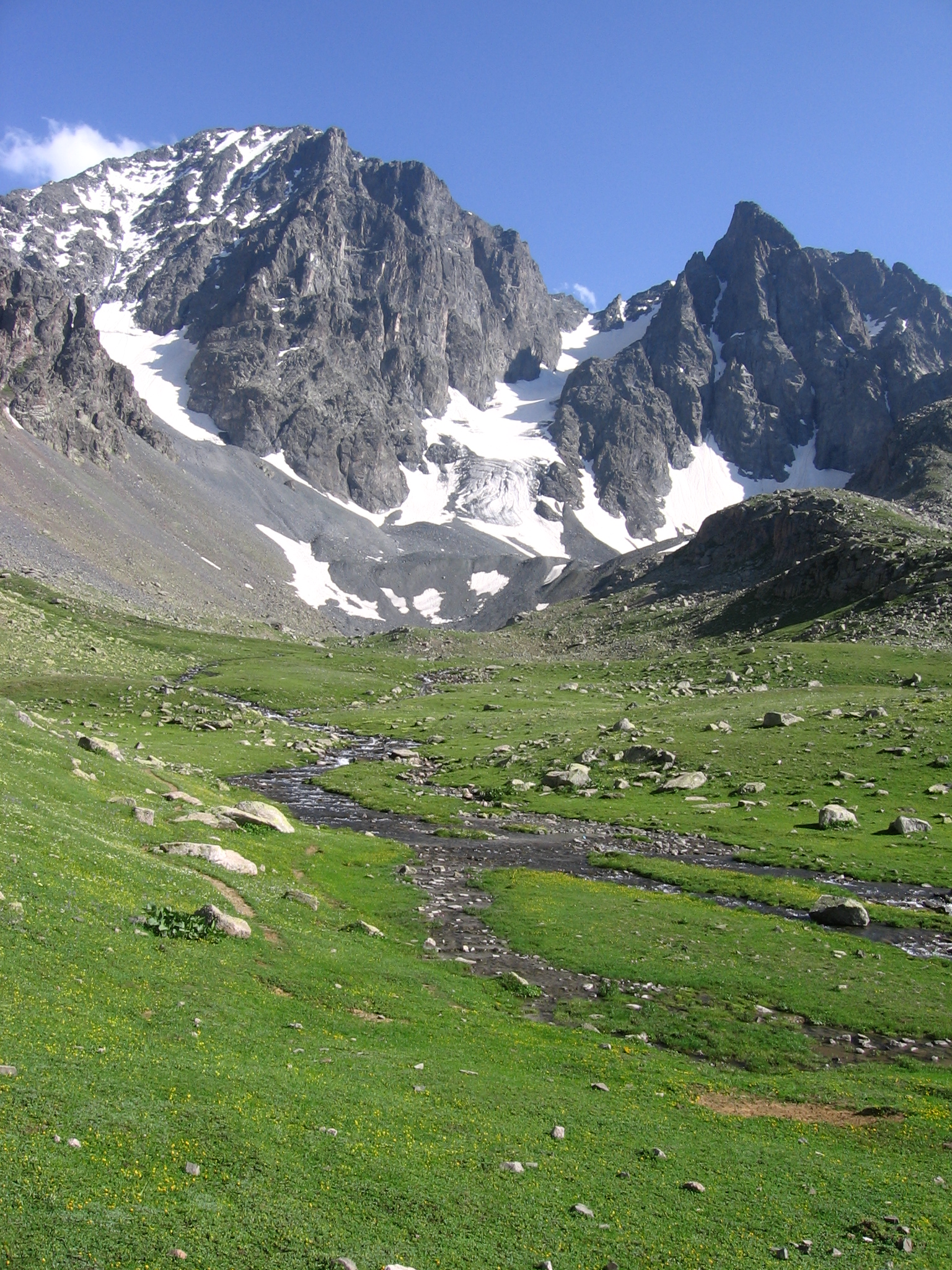
Der höchste Gipfel (Kaçkar Dağı) von Norden aus

Die meisten Flüsse sind im Oberlauf an die Ost-West-Richtung der Bergketten gebunden, durchbrechen sie aber zum Schwarzen Meer hin in engen Quertälern oder Schluchten. In der Nähe dieser Flussmündungen liegen auf dem schmalen Küstenstreifen die Siedlungszentren: im Westen Kozlu und Zonguldak, Sinop, Bafra und Samsun, im Osten vor allem Altınordu, Trabzon und Rize. Eine Ausnahme im generellen Flussverlauf stellt der Kızılırmak (der antike Halys) dar. Dieser mit 1400 km längste Strom der Türkei entspringt zwar nur 100 km südlich des Schwarzen Meeres (bei Sivas), fließt aber ins zentralanatolische Hochland und wendet sich erst nach einem weiten Halbkreis zurück nach Osten und Norden, bis er nach einigen Durchbruchstälern bei Bafra eine weite Halbinsel ins Meer aufschüttet. In dieser und einigen anderen fruchtbaren Schwemmlandebenen erreichen die wenigen Verkehrswege aus dem Landesinneren die Küste.
Die steile Nordabdachung der Bergketten ist aufgrund der häufigen Niederschläge (Steigungsregen) dicht bewaldet und zum Teil gutes Agrarland. Hier werden vor allem Haselnüsse (Pontische Hasel), Tee, Tabak, Oliven und neuerdings auch Kirschen und Zitrusfrüchte kultiviert. In den östlichen Niederungsgebieten liegen die Zentren des türkischen Reisanbaus. Bereiche, die sich wegen ihrer Steilheit oder des unsicheren Bodens (Rutschhänge) nicht für eine Kultivierung eignen, sind zum Teil dicht mit Rhododendren bewachsen. Die höheren Regionen werden auch als Weide- und Almgebiet genutzt. Der Wald ist vor allem ein Nordmann-Tanne-Orient-Buche-Mischwald. Die Waldgrenze liegt zwischen 2000 und 2300 Meter. Auch die ganzjährige Besiedlung reicht an der Nordseite des Gebirges bis in diese Höhen.
Nach Süden, zum Anatolischen Hochland hin, fehlt wegen der geringen Niederschläge der Waldbestand; dort weist die äußerst dünn besiedelte Landschaft weitgehend montanen Steppencharakter auf. Nur entlang der Flüsse und in Beckenlandschaften wachsen Weiden und Pappeln, vereinzelt gibt es aufgelockerte Bestände von Eichen und Schwarzkiefern. Wegen der dünnen Besiedlung sind Flora und Fauna noch sehr artenreich.

## Geologie und Flüsse

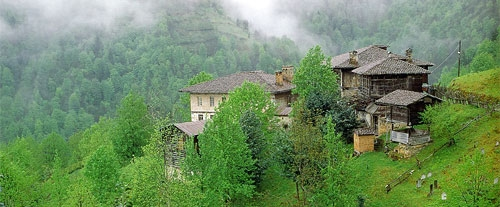
Gehöft im Pontischen Gebirge

Kleinasien (Anatolien) wird auf drei Seiten von langen Gebirgsketten umrahmt, weshalb das Pontische Gebirge in der Geomorphologie auch Nordanatolisches Randgebirge genannt wird. Seine südliche Entsprechung ist das ans Mittelmeer grenzende Taurusgebirge. Geologisch gehören beide zum weiträumigen System der relativ jungen alpidischen Gebirgsbildung, das von den Pyrenäen über die Alpen und Karpaten, den Balkan, Kaukasus und Iran bis zum Hindukusch und Himalaya verläuft. Durch die bis heute anhaltenden tektonischen Bewegungen der Erdkruste kommt es immer wieder zu starken Erdbeben.
Im Westteil des Pontus-Gebirges finden sich neben der alpidischen Auffaltung noch größere Reste der erdgeschichtlich alten variszischen Orogenese. Während diese Rumpfflächen und Kämme nur an wenigen Stellen höher als 2000 Meter sind, erhebt sich das Ostpontische Gebirge (Doğu Karadeniz Dağları) in zahlreichen Gipfeln weit über 3000 Meter und im Kaçkar Dagi sogar auf 3937 Meter.
Im Oberlauf folgen alle größeren Flüsse dem durch die Bergketten vorgegebenen Ost-West-Verlauf. Zum Schwarzen Meer zu müssen sie sich jedoch in tiefen Quertälern ihren Weg zur Küste bahnen. Der bedeutendste Fluss der Türkei, der Kızılırmak (Halys) bildet nordöstlich von Ankara sogar ein regelrechtes Zick-Zack-Muster von mehreren malerischen Durchbruchstälern. Ebenso wie der Yeşilırmak lagert er seine Deltamündung vom Mittelteil des Gebirges weit ins Meer vor, während die dritte Halbinsel der Region (bei Sinope) von einem vergleichsweise kleinen, aber steilen Gewässer herrührt.
Die wichtigsten Flüsse im Westteil sind der Yenice (Durchbruchstal bei Karabük) und Gökırmak, während der Ostteil von der ausgedehnten, tektonischen Längstalfurche des Kelkit und Çoruh dominiert wird. Nur wenig südlich – bei Erzurum – entspringt auch der Karasu, der jedoch in weiterer Folge nach Süden zum Euphrat fließt. Den gegenteiligen Verlauf nimmt die Kura, die in der Nordostprovinz Kars entspringt und zunächst östlich nach Georgien, später zum Kaspischen Meer fließt. Damit stellt das Pontische Gebirge trotz seiner Randlage die Wasserscheide zwischen insgesamt drei Meeren dar, was mit seiner geologischen Geschichte zusammenhängt.
Nach Forschungsergebnissen der TU Berlin deutet die Genese verschiedener Lagerstätten und die Petrologie einiger Magmatite darauf hin, dass das Ostpontische Gebirge (Nordost-Türkei) einen (Paläo)-Inselbogen darstellt. Demnach wurden die südlich benachbarten Anatoliden in der Vortiefenzone dieses Vulkanbogens gebildet. Nach der Theorie der Plattentektonik ist das Schwarze Meer dann als aktives Randbecken nördlich des Inselbogens anzusehen und seine kontinentale Kruste wurde im Mittelbereich in ozeanische Kruste umgewandelt.
Unter den ostpontischen Lagerstätten sind die mit den sauren Vulkaniten gekoppelten Buntmetalle anzuführen, während die porphyrischen Kupfererze wirtschaftlich weniger ergiebig sein dürften. Von großer Bedeutung ist das ausgedehnte Steinkohle-Vorkommen bei Zonguldak im Westpontischen Gebirge.
Hier sind auch zahlreiche Industrien angesiedelt – neben der Kohle- unter anderem die Textilindustrie und die Eisenverarbeitung. In den übrigen Bergregionen spielt in erster Linie die Verarbeitung der Landesprodukte wie Holz, Fleisch und der oben erwähnten Agrarprodukte eine ökonomische Rolle.